# 351 î.Hr.

## Nașteri
- dată necunoscută: Badarayana  (d. ?)
- dată necunoscută: Callippus din Siracuza  (d. ?)

## Decese
- dată necunoscută: Badarayana  (n. ?)